# Hartvig Schou
Hartvig Jacobi Schou (født 7. december 1816 i Aalborg, død 27. januar 1883 i Albæk ved Sæby) var en dansk skolelærer og politiker.
Schou var søn af toldbetjent Ole Jacobsen Schou. Han blev skriver hos byfogeden i Frederikshavn i 1831 og tog efterfølgende lærereksamen fra Snedsted Seminarium i 1836. Schou var så huslærer forskellige steder indtil han i 1842 blev lærer i Albæk ved Sæby. Han stiftede en sparekasse i Albæk i 1870 og var med til at bestyre den. Schou boede i Albæk til sin død i 1883.
Han blev valgt til Folketinget i Hjørring Amts 2. valgkreds (Sæbykredsen) ved folketingsvalget 26. februar 1853 ved kåring. Han blev genvalgt ved kåring ved valget i maj 1853 hvor han vandt over birkedommer H.T. Gad. Gad havde været kredsens folketingsmedlem 1852-1853 men havde ikke stillet op i februar 1853. Ved folketingsvalget 1854 var Schou den eneste kandidat, men han kom mindretal ved kåringen (det vil sige håndsoprækning blandt de tilstedeværende vælgere), så der blev ikke valgt nogen. Schou stillede ikke op ved omvalget en uge senere hvor Johan Adolph von der Recke blev valgt.
Schou blev udnævnt til dannebrogsmand i 1879.